# Нораван (Армавір)
Нораван (вірм. Նորավան) — село в марзі Армавір, на заході Вірменії. Село розташоване за 3 км на північ від міста Армавір та за 3 км на південний схід від села Лукашін.